# 삼성 갤럭시 웨어러블

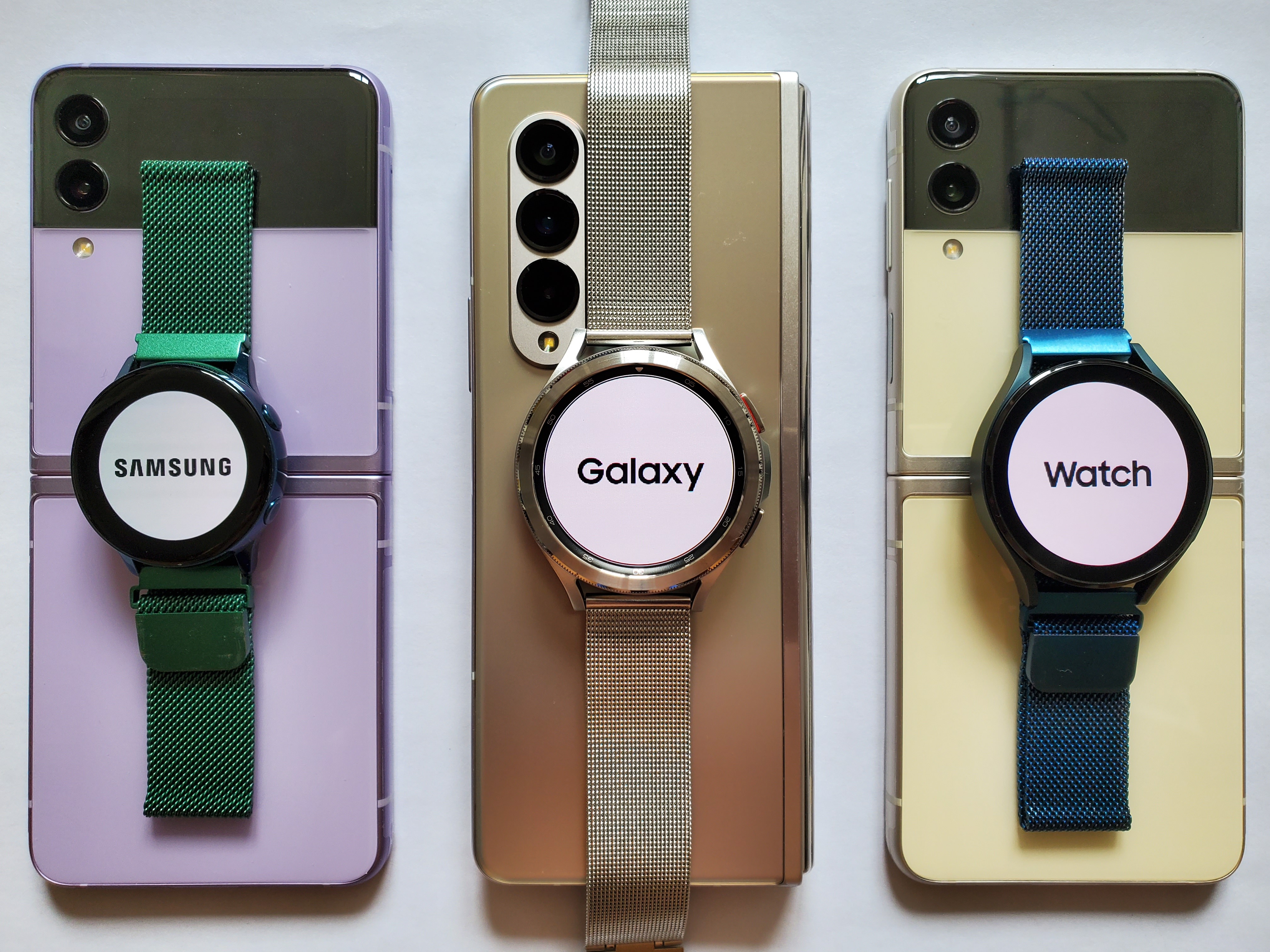
삼성 갤럭시 워치 시리즈

삼성 갤럭시 웨어러블(영어: Samsung Galaxy Wearable)은 삼성전자의 스마트워치와 스마트 밴드, 무선 이어폰 등 웨어러블 제품군이다. 전 이름은 삼성 기어(영어: Samsung Gear)였으나, 기어 제품군을 갤럭시에 통합하면서 폐지되었다.

## 제품

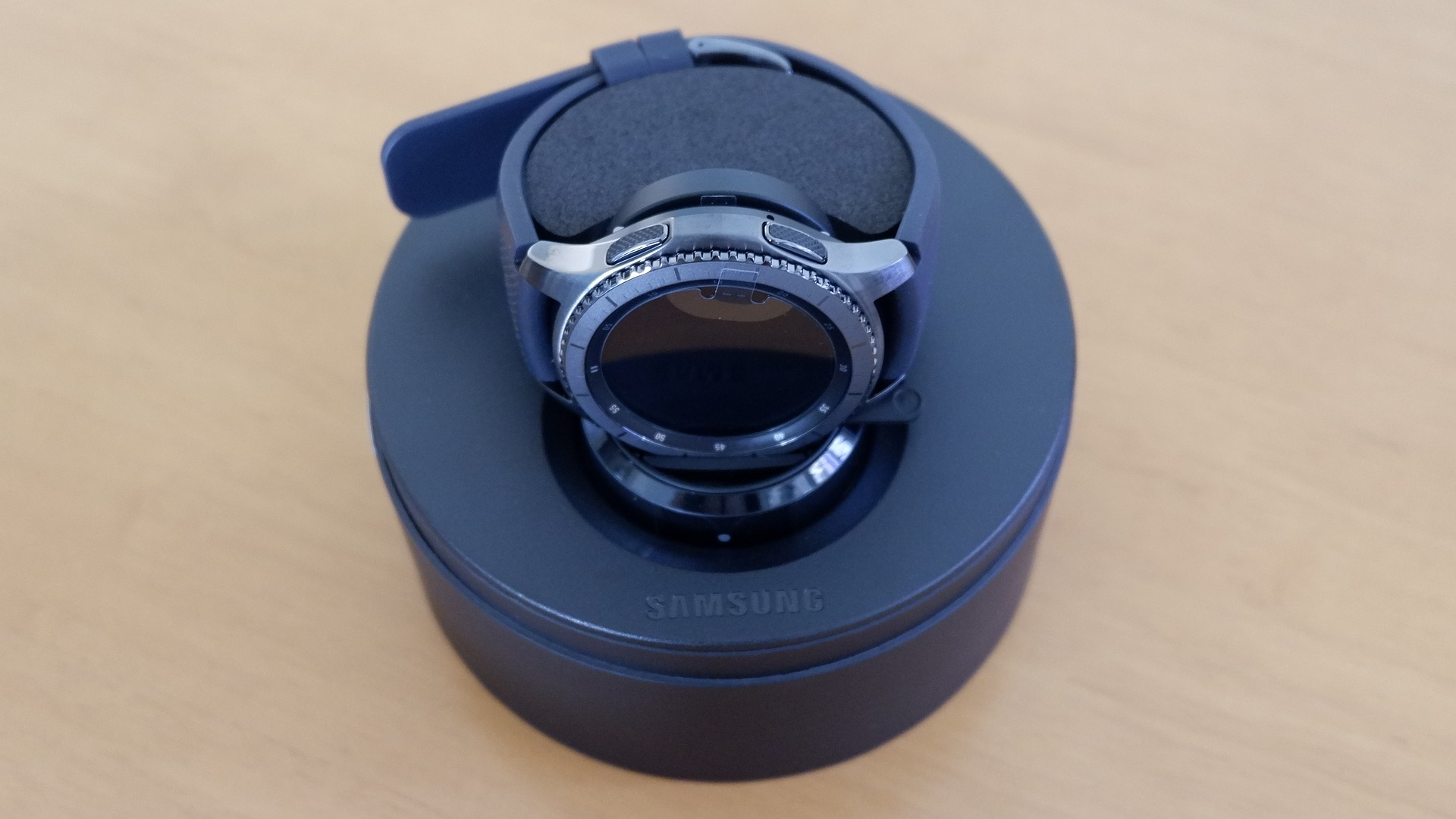
삼성 갤럭시 워치

### 삼성 갤럭시 워치 시리즈

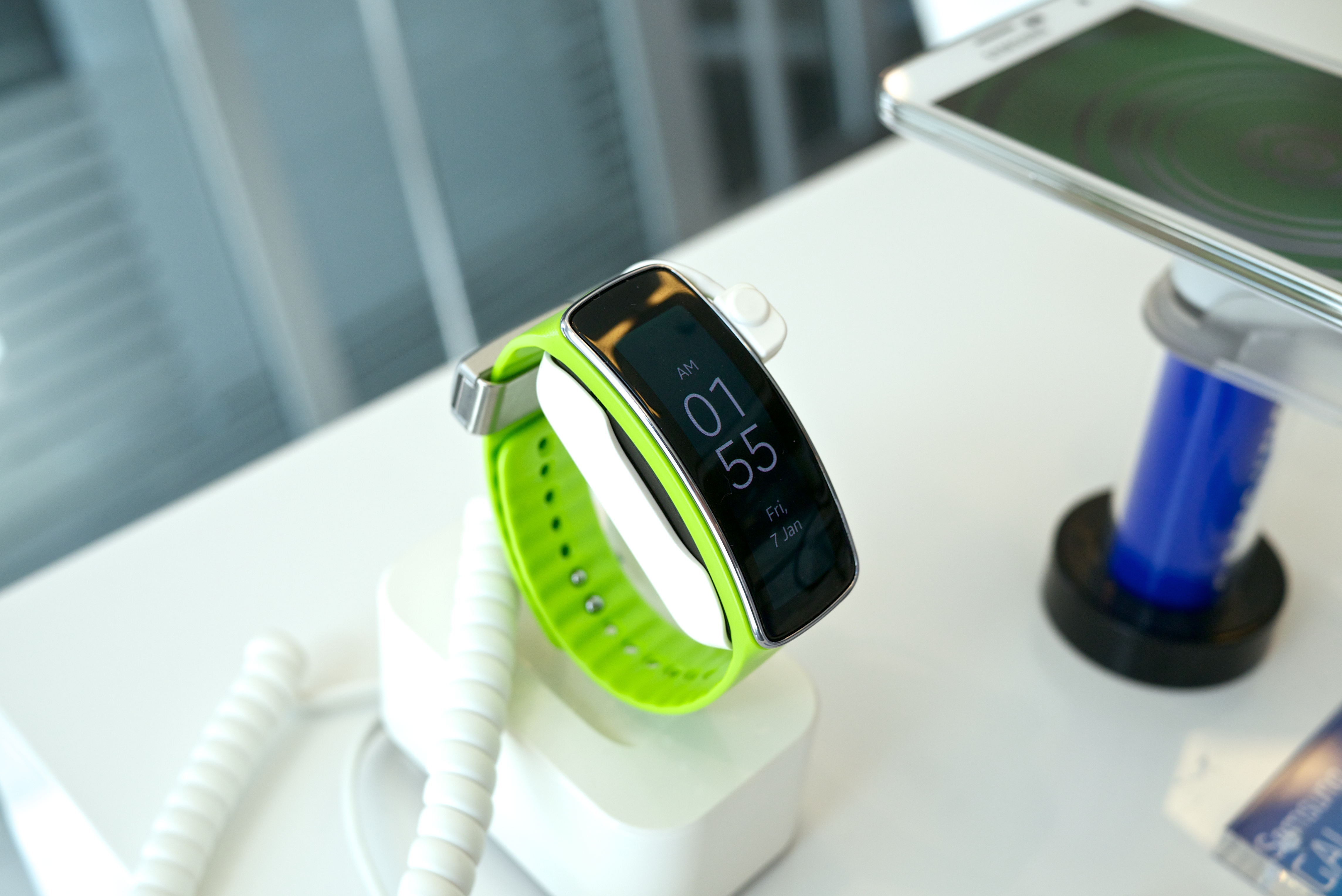
삼성 기어 핏

- 삼성 갤럭시 기어
- 삼성 기어 2(네오)
- 삼성 기어 라이브
- 삼성 기어 S
- 삼성 기어 S2(클래식)
- 삼성 기어 핏삼성 기어 S3
- 삼성 기어 스포츠
- 삼성 갤럭시 워치
- 삼성 갤럭시 워치 액티브
- 삼성 갤럭시 워치 액티브2
- 삼성 갤럭시 워치3
- 삼성 갤럭시 워치4
- 삼성 갤럭시 워치4 클래식

### 삼성 갤럭시 핏 시리즈
- 삼성 기어 핏
- 삼성 기어 핏2
- 삼성 기어 핏2 프로
- 삼성 갤럭시 핏/핏e

### 삼성 기어 무선이어폰 시리즈
- 삼성 기어 서클
- 삼성 기어 아이콘X
- 삼성 기어 아이콘X (2018)

### 삼성 갤럭시 버즈 시리즈

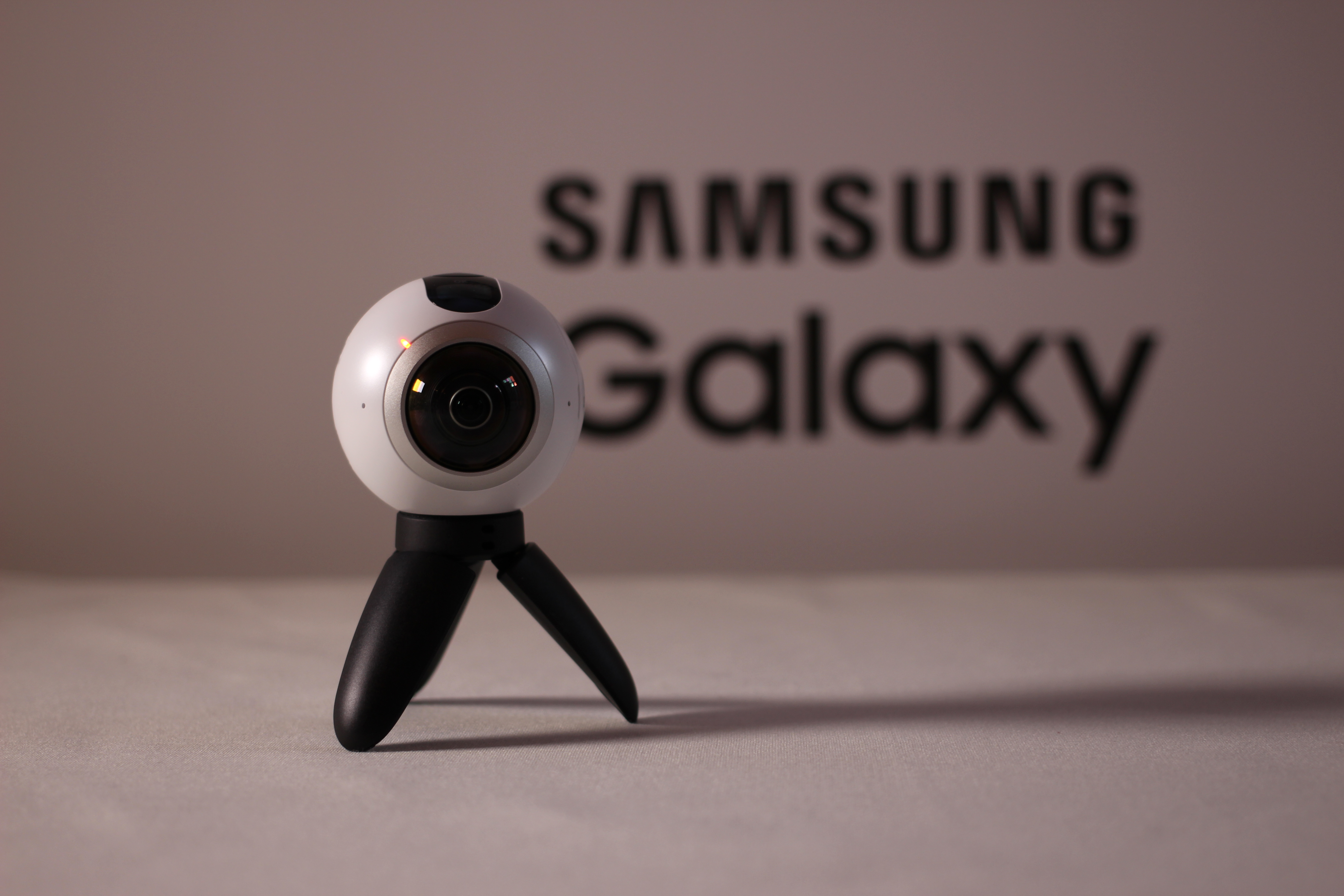
삼성 기어 360

- 삼성 갤럭시 버즈
- 삼성 갤럭시 버즈+
- 삼성 갤럭시 버즈 라이브
- 삼성 갤럭시 버즈 프로
- 삼성 갤럭시 버즈2
- 삼성 갤럭시 버즈2 프로

### 삼성 갤럭시 360 시리즈

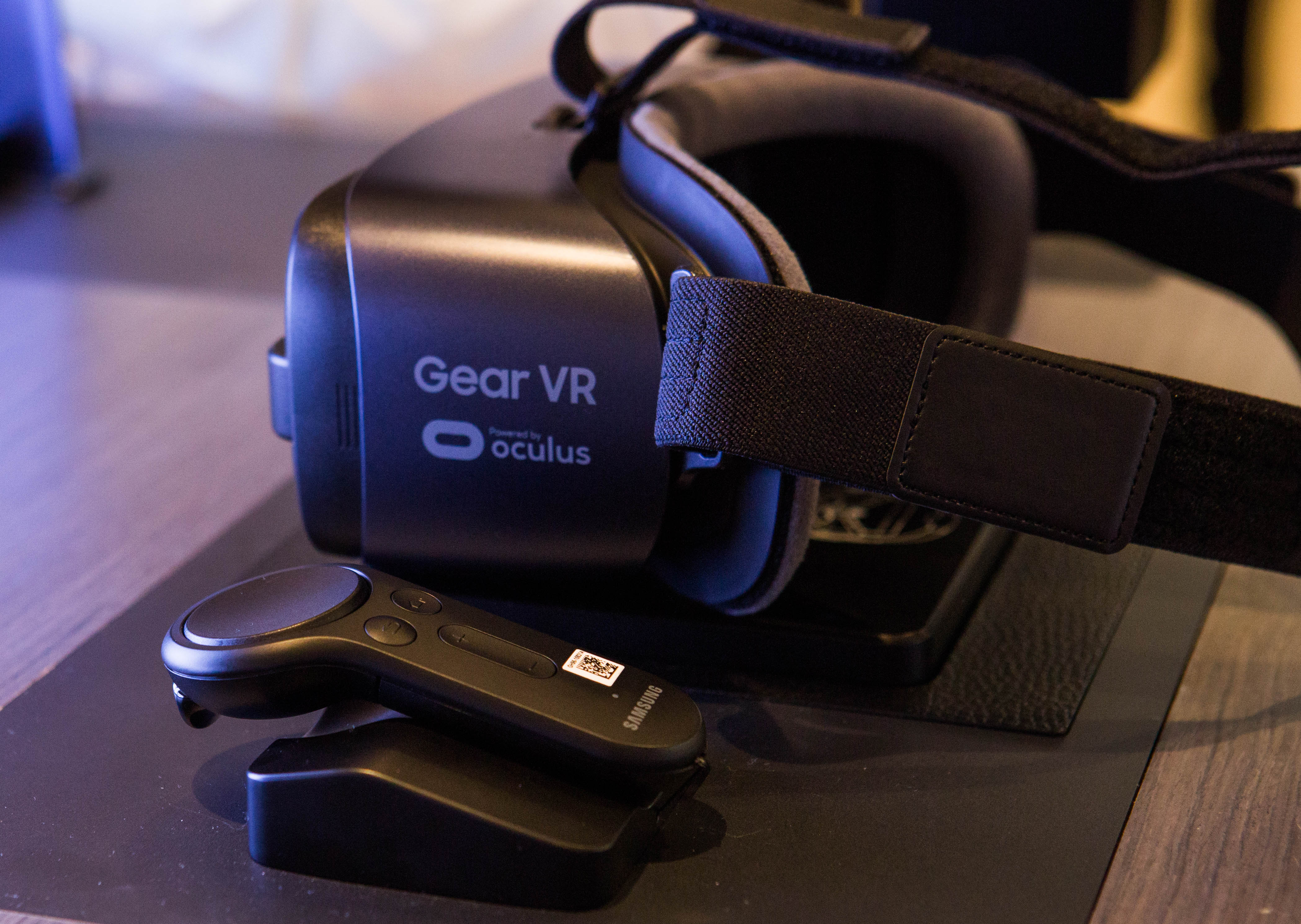
삼성 기어 VR (2017)

- 삼성 기어 360
- 삼성 기어 360 (2017)

### 삼성 갤럭시 VR 시리즈
- 삼성 기어 VR
- 삼성 기어 VR (2017)

## 같이 보기
- 삼성전자
- 삼성 갤럭시
- 스마트워치